# 愛的火焰
《愛的火焰》（英語：Flame of Love）为北京奥运会闭幕式的主题曲。由中國女歌唱家宋祖英與西班牙男高音普拉西多·多明哥合唱。这首歌由北京奥运会闭幕式音乐总监卞留念谱曲。

## 幕後班底
- 作词：宋小明、袁元
- 作曲：卞留念、克劳斯·巴德尔特（Klaus Badelt）

## 参看
- 第29屆夏季奧林匹克運動會
- 《我和你》